# Galatasaray Istanbul/Saison 1919/20
Die Saison 1919/20 von Galatasaray Istanbul war die 14. Saison in der Vereinsgeschichte. Die İstanbul Cuma Ligi fand aufgrund des türkischen Befreiungskrieges nicht statt.

## Personalien

### Kader
| Nat.                   | Name                     |
| Torhüter               | Torhüter                 |
| ---------------------- | ------------------------ |
| Osmanisches Reich 1844 | Adil Giray               |
| Abwehr                 |                          |
| Osmanisches Reich 1844 | Kemal Rıfat Kalpakçıoğlu |
| Osmanisches Reich 1844 | Ahmet Cevat              |
| Mittelfeld             |                          |
| Osmanisches Reich 1844 | Saim                     |
| Angriff                |                          |
| Osmanisches Reich 1844 | Necip Şahin Erson        |
| Osmanisches Reich 1844 | Kemal Kanguro            |
| Osmanisches Reich 1844 | Fazıl Köprülü            |
| Osmanisches Reich 1844 | Sadi Karsan              |
| Osmanisches Reich 1844 | Sadi Kurt                |
| Osmanisches Reich 1844 | Kemal Nejat              |
| Osmanisches Reich 1844 | Yusuf Ziya Öniş          |
| Osmanisches Reich 1844 | Sedat Ziya               |

## Saison
Alle Ergebnisse aus Sicht von Galatasaray Istanbul.

### Makriköy Gençlerbirliği Turnier
| ST | Datum           | Gegner                | Ort                 | Ergebnis             | Tor(e) für Galatasaray Istanbul    |
| -- | --------------- | --------------------- | ------------------- | -------------------- | ---------------------------------- |
| VF | 1. Oktober 1920 | Altınordu İdman Yurdu | İttihat Spor Sahası | 2:1 (0:1)            | 1:1 Bekdik (20.), 2:1 Karsan (22.) |
| HF | 1. Oktober 1920 | British Garrison      | İttihat Spor Sahası | 2:0 (2:0)            | 1:0 Bekdik (4.), 2:0 Bekdik (7.)   |
| F  | 1. Oktober 1920 | Fenerbahçe Istanbul   | İttihat Spor Sahası | 2:3 n. V. (2:2, 1:1) | 1:0 Erson (4.), 2:1 Karsan (20.)   |